# Kamerče
Kamerče (nemško Kameritsch) je naselje občine Šmohor - Preseško jezero v okraju Šmohor na Koroškem v Avstriji.